# Éric Di Meco
Éric Di Meco (* 7. září 1963, Avignon, Francie) je bývalý francouzský fotbalový obránce a reprezentant.
S Olympique Marseille vítěz Ligy mistrů UEFA 1992/93.

## Klubová kariéra
Podstatnou část své profesionální kariéry strávil v klubu Olympique Marseille, kde začínal na seniorské úrovni. Odtud dvakrát hostoval, nejprve v AS Nancy (1986–1987) a poté v FC Martigues (1987–1988). S Olympique Marseille vyhrál řadu domácích titulů a především Ligu mistrů UEFA 1992/93 (první v historii klubu).
Závěr kariéry strávil v klubu AS Monaco.

## Reprezentační kariéra
v A-mužstvu Francie debutoval 16. srpna 1989 v přátelském utkání v Malmö proti domácímu týmu Švédska (výhra 4:2).
Zúčastnil se EURA 1996 v Anglii, kde byla Francie vyřazena v semifinále v penaltovém rozstřelu Českou republikou.
Celkem odehrál v letech 1989–1996 za francouzský národní tým 23 zápasů, aniž by skóroval.